# Siegfried Mureșan
Siegfried Mureșan (Hunedoara, 20 settembre 1981) è un politico ed economista rumeno.

## Biografia
Laureato all'Accademia degli studi economici di Bucarest e all'Università Humboldt di Berlino, ha lavorato come assistente del presidente della commissione per gli affari europei nel Bundestag tedesco (2006-2009) e dell'eurodeputata Monica Macovei (2009-2011). Successivamente è stato assunto come consulente senior nel Partito Popolare Europeo.
Nel 2014, è divenuto europarlamentare per la VIII legislatura per il Partito del Movimento Popolare. Nel 2018 si è unito al Partito Liberale Nazionale. Nel 2019, si ricandida alle elezioni europee.